# Convoy QP 13

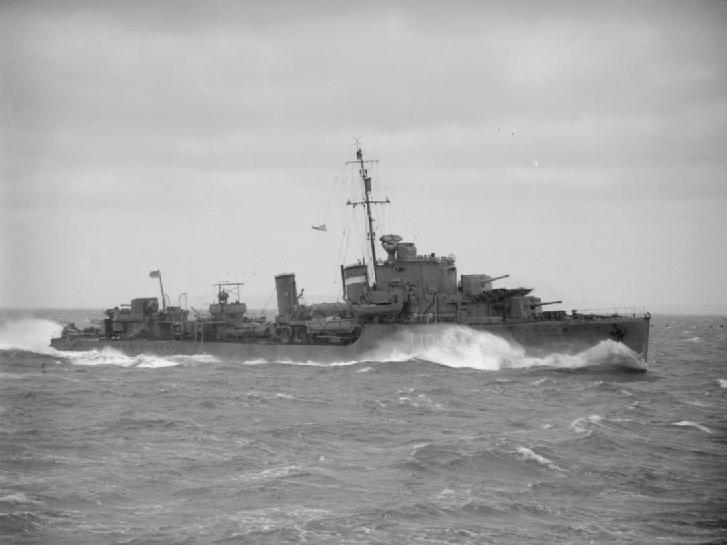
HMS Intrepid uno de los destructores británicos que participaron en la escolta del Convoy QP 13

El convoy QP 13 fue un convoy ártico de la serie PQ/QP que funcionó durante la Segunda Guerra Mundial. Fue el decimotercer de la serie numerada de convoyes de barcos mercantes en dirección oeste desde los puertos árticos de Arcángel y Múrmansk hacia el Reino Unido, Islandia y América del Norte.

## Buques
El convoy QP 13 constaba de treinta y cinco barcos mercantes, la mayoría de los cuales habían llegado con el PQ 16. El comodoro del convoy era el capitán N.H. Gale de la Royal Naval Reserve (RNR) en el mercante Empire Selwyn. La mayoría de los barcos regresaban vacíos después de entregar material de guerra a la Unión Soviética, pero algunos barcos soviéticos transportaban cargamentos de madera de exportación. El convoy QP 13 estaba escoltado por cinco destructores, Achates, Garland, Inglefield, Intrepid y Volunteer; dos dragaminas antisubmarinos (ASW), Hussar y Niger; y cuatro corbetas Honeysuckle, Hyderabad, Roselys y Starwort: Estos fueron complementados por el buque antiaéreo Alynbank.
El convoy navegó simultáneamente con el convoy PQ 17 en dirección este, por lo que ambos convoyes podrían beneficiarse de la gran fuerza de cobertura del portaaviones británico Victorious, el acorazado Duke of York, los cruceros Cumberland y Nigeria, y los destructores Ashanti, Douglas, Faulknor, Marne, Martin, Onslaught y Onslow con el acorazado estadounidense USS Washington y los destructores Mayrant y Rhind. La fuerza de cobertura estaba al mando del almirante John Tovey a bordo del buque insignia Duke of York.

## Travesía
El convoy QP 13 partió de Arcángel el 26 de junio de 1942 reforzado por una escolta local formada por los destructores soviéticos Gremyashchiy, Grozni y Kuibyshev junto con el destructor británico Tartar y los dragaminas Bramble, Hazard, Leda y Seagull. La escolta local fue reemplazada el 29 de junio por una escolta antiaérea formada por los destructores de la clase Hunt Blankney, Middleton y Wheatland. El 30 de junio, el reconocimiento aéreo alemán localizó el convoy QP 13 180 millas (289,7 km) al norte del Cabo Norte (Noruega) estaba siguiendo el convoy el 2 de julio; pero el Admiral Nordmeer Hubert Schmundt ordenó a las fuerzas alemanas que ignoraran los barcos vacíos en dirección oeste y se centraran en los barcos cargados del convoy PQ 17 en dirección este. Los destructores de la clase Hunt se separaron del convoy el 4 de julio cuando el QP 13 estaba ya fuera del alcance de los bombarderos alemanes.
El convoy QP 13 se encontró con niebla el 5 de julio de 1942. Con poca visibilidad, el destructor Níger confundió un iceberg con el Cabo Noroccidental de Islandia y seis barcos mercantes lo siguieron hasta el campo minado Northern Barrage SN72 colocado un mes antes en la entrada del estrecho de Dinamarca. Los siete barcos detonaron minas navales y solo quedaron ocho sobrevivientes de los 127 hombres a bordo de Níger. Solo el buque mercante Exterminator no se hundió, aunque resultó dañado. No se perdieron tripulantes de los buques Exterminator, Hybert y Rodina. pero un tripulante del Hefron murió abandonando, cinco se ahogaron cuando el John Randolph se partió en dos, y el Massmar se hundió con la pérdida de diecisiete marineros mercantes, cinco Guardias Armadas Navales y veintiséis sobrevivientes que transportaba del hundimiento de Alamar en el convoy PQ 16.
Los barcos supervivientes con destino a Reikiavik fueron escoltados al puerto el 7 de julio por una escolta local formada por los arrastreros navales Saint Elstan y Lady Madeleine.

## Lista de buques
| Buque             | Tonelaje (GRT) | Bandera         | Notas                                                                       |
| ----------------- | -------------- | --------------- | --------------------------------------------------------------------------- |
| Alma Ata          | 3,611          | Unión Soviética | Cargamento de madera                                                        |
| American Press    | 5,131          | Estados Unidos  |                                                                             |
| American Robin    | 5,172          | Estados Unidos  |                                                                             |
| Archangle         | 2,480          | Unión Soviética | Cargamento de madera                                                        |
| Atlantic          | 5,414          | Reino Unido     |                                                                             |
| Budenni           | 2,482          | Unión Soviética | Cargamento de madera                                                        |
| Capira            | 5,625          | Panamá          |                                                                             |
| Chumleigh         | 5,445          | Reino Unido     |                                                                             |
| City of Omaha     | 6,124          | Estados Unidos  |                                                                             |
| SS Empire Baffin  | 6,978          | Reino Unido     |                                                                             |
| Empire Mavis      | 5,704          | Reino Unido     |                                                                             |
| Empire Meteor     | 7,457          | Reino Unido     |                                                                             |
| Empire Selwyn     | 7,167          | Reino Unido     | Buque del comodoro del convoy                                               |
| Empire Stevenson  | 6,209          | Reino Unido     | Carga general con madera                                                    |
| Exterminator      | 6,115          | Panamá          | Dañado por el campo de minas británico Northern Barrage SN72                |
| Heffron           | 7,611          | Estados Unidos  | Hundido por el campo de minas británico Northern Barrage SN72               |
| Hegira            | 7,588          | Estados Unidos  |                                                                             |
| Hybert            | 6,120          | Estados Unidos  | Hundido por el campo de minas británico Northern Barrage SN72               |
| John Randolph     | 7,191          | Estados Unidos  | Liberty ship; hundido por el campo de minas británico Northern Barrage SN72 |
| Komiles           | 3,962          | Unión Soviética | Cargamento de madera                                                        |
| Kuzbass           | 3,109          | Unión Soviética |                                                                             |
| Lancaster         | 7,516          | Estados Unidos  |                                                                             |
| Massmar           | 5,828          | Estados Unidos  | Hundido por el campo de minas británico Northern Barrage SN72               |
| Mauna Kea         | 6,064          | Estados Unidos  |                                                                             |
| Míchigan          | 6,419          | Panamá          |                                                                             |
| Mormacrey         | 5,946          | Estados Unidos  |                                                                             |
| Mount Evans       | 5,598          | Panamá          |                                                                             |
| Nemaha            | 6,501          | Estados Unidos  |                                                                             |
| Petrovski         | 3,771          | Unión Soviética | Cargamento de madera                                                        |
| Pieter de Hoogh   | 7,168          | Países Bajos    |                                                                             |
| Richard Henry Lee | 7,191          | Estados Unidos  | Liberty ship                                                                |
| Rodina            | 4,441          | Unión Soviética | Hundido por el campo de minas británico Northern Barrage SN72               |
| St. Clears        | 4,312          | Reino Unido     |                                                                             |
| Stary Bolshevik   | 3,974          | Unión Soviética |                                                                             |
| Yaka              | 5,432          | Estados Unidos  |                                                                             |